# اندیس کرومیت کریم
کرومیت کریم یک اندیس فلزی است که در  استان سیستان و بلوچستان قرار دارد و مادهٔ معدنی موجود در آن، کرومیت است.سنگ میزبان این اندیس پیریدوتیت آلتره ،تکتونیزه است و دیرینگی آن به دوران کرتاسه می‌رسد. 